# Kolo Touré
Kolo Habib Touré (Bouaké, 19 maart 1981) is een Ivoriaans voormalig profvoetballer en huidig assistent-trainer die bij voorkeur als verdediger speelde. Hij tekende in juli 2016 een contract tot medio 2017 bij Celtic, dat hem transfervrij inlijfde na het aflopen van zijn verbintenis bij Liverpool. Touré was van 2000 tot en met 2015 international van het Ivoriaans voetbalelftal, waarvoor hij 120 wedstrijden speelde en zeven keer scoorde. Hij won in 2015 met Ivoorkust de Afrika Cup.

## Carrière
Touré maakte van 1994 tot en met 2002 deel uit van de jeugdopleiding van ASEC Abidjan, waarmee hij in 1998 de CAF Champions League won. Hij verhuisde in 2002 naar Arsenal. Daarmee werd hij in 2004 landskampioen en won hij de Charity Shield. In 2006 verloor Touré met Arsenal de finale van de Champions League van FC Barcelona.
Touré verruilde in 2009 Arsenal voor Manchester City, dat 16 miljoen euro voor hem betaalde. Hij werd in 2010 zes maanden geschorst voor het gebruik van doping. Op 28 mei 2013 werd bekend dat Touré Manchester City ging verlaten en naar Liverpool verhuisde. Daarvoor debuteerde hij op 17 augustus 2013, tegen Stoke City.
Touré heeft de UEFA-managmentopleiding Executive Master for International Players (MIP) gedaan.
| Seizoen | Club            | Competitie           | Wed. | Goals |
| ------- | --------------- | -------------------- | ---- | ----- |
| 2002/03 | Arsenal         | Premier League       | 27   | 2     |
| 2003/04 | Arsenal         | Premier League       | 37   | 1     |
| 2004/05 | Arsenal         | Premier League       | 35   | 0     |
| 2005/06 | Arsenal         | Premier League       | 33   | 0     |
| 2006/07 | Arsenal         | Premier League       | 35   | 3     |
| 2007/08 | Arsenal         | Premier League       | 30   | 2     |
| 2008/09 | Arsenal         | Premier League       | 29   | 1     |
| 2009/10 | Manchester City | Premier League       | 31   | 1     |
| 2010/11 | Manchester City | Premier League       | 22   | 1     |
| 2011/12 | Manchester City | Premier League       | 14   | 0     |
| 2012/13 | Manchester City | Premier League       | 15   | 0     |
| 2013/14 | Liverpool       | Premier League       | 20   | 0     |
| 2014/15 | Liverpool       | Premier League       | 12   | 0     |
| 2015/16 | Liverpool       | Premier League       | 14   | 1     |
| 2016/17 | Celtic          | Scottish Premiership | 6    | 0     |
| Totaal  | Totaal          | Totaal               | 360  | 12    |

## Nationaal elftal
Touré debuteerde in april 2000 in het Ivoriaans voetbalelftal, waarmee hij het die dag opnam tegen Rwanda. Hij behaalde met zijn land in 2006 voor het eerst de finale van de Afrika Cup, maar verloor hierin van Egypte. Later dat jaar werd hij ook geselecteerd om met het nationale team deel te nemen aan het WK 2006. Aan datzelfde toernooi nam hij ook deel tijdens de editie 2010 en de editie 2014. Touré behaalde in 2015 voor de tweede keer de finale van de Afrika Cup met Ivoorkust en won deze keer het toernooi met zijn ploeggenoten. Hij verzilverde een van de penalty's in de met 9-8 gewonnen, beslissende strafschoppenreeks in de finale. Dit bleek zijn laatste wedstrijd voor Ivoorkust, want een week later maakte hij bekend te stoppen als international.

## Doping
Op 26 mei 2011 werd bekendgemaakt dat Touré zes maanden geschorst werd wegens het gebruik van doping. Hij mocht niet in actie komen tot 1 september 2011. Touré had de dieetpillen van zijn vrouw gebruikt, maar deze bevatten een middel dat op de dopinglijst staat. De verdediger bekende schuld aan de dopingcommissie.

## Familie
Tourés broer Yaya Touré speelt net als hij profvoetbal. Hun broer Ibrahim deed dat ook, maar overleed in 2014 aan de gevolgen van kanker. Zijn broer Yaya is international van Ivoorkust. Touré trouwde in 2012 met Chimene 'Awo' Akassou. Hij is vader van dochter Sania en zoon Yiassin.

## Erelijst
Als speler
| Competitie                |         |                  |         |         |
| Competitie                | Aantal  | Jaren            |         |         |
| Arsenal                   | Arsenal | Arsenal          | Arsenal | Arsenal |
| ------------------------- | ------- | ---------------- | ------- | ------- |
| Premier League            | 1×      | 2003/04          |         |         |
| FA Cup                    | 2×      | 2002/03, 2004/05 |         |         |
| FA Community Shield       | 2×      | 2002, 2004       |         |         |
| Manchester City           |         |                  |         |         |
| Premier League            | 1×      | 2011/12          |         |         |
| FA Cup                    | 1×      | 2010/11          |         |         |
| FA Community Shield       | 1×      | 2012             |         |         |
| Celtic                    |         |                  |         |         |
| Scottish Premiership      | 1×      | 2016/17          |         |         |
| Scottish Cup              | 1×      | 2016/17          |         |         |
| Scottish League Cup       | 1×      | 2016/17          |         |         |
| Ivoorkust                 |         |                  |         |         |
| CAF Africa Cup of Nations | 1×      | 2015             |         |         |

Als assistent-trainer
| FA Cup | 1× | 2020/21 |